# Championnats d'Afrique de cyclisme sur piste 2020
Navigation
Championnats d'Afrique 2019 Championnats d'Afrique 2021
Les Championnats d'Afrique de cyclisme sur piste 2020 ont lieu du 16 au 19 janvier 2020 au Vélodrome international du Caire en Égypte.
Des championnats pour les juniors (moins de 19 ans) ont également lieu en même temps.

## Épreuves masculines
| Épreuves               | Or                                                                                 | Argent                                                                  | Bronze                                                                       |
| ---------------------- | ---------------------------------------------------------------------------------- | ----------------------------------------------------------------------- | ---------------------------------------------------------------------------- |
| Kilomètre              | Jean Spies                                                                         | El Khacib Sassane                                                       | Wade Theunissen                                                              |
| Keirin                 | Jean Spies                                                                         | Wade Theunissen                                                         | Mohamed Sadki                                                                |
| Vitesse individuelle   | Jean Spies                                                                         | Wade Theunissen                                                         | Mohamed Sadki                                                                |
| Vitesse par équipes    | Afrique du Sud Jean Spies Wade Theunissen Joshua van Wyk                           | Maroc Mohammed Medrazi Lahcen Sabbahi Mohamed Sadki                     | Égypte Assem Elhusseini Khalil Ahmed Mohamed Mohamed Farag                   |
| Poursuite individuelle | Lotfi Tchambaz                                                                     | Achraf Ed-Doghmy                                                        | Youssef Abouelhassan                                                         |
| Poursuite par équipes  | Égypte Assem Elhusseini Khalil Mohamed Mahmoud Youssef Abouelhassan Sayed Elkhouly | Algérie El Khacib Sassane Lotfi Tchambaz Zinedine Tahir Seddik Benganif | Afrique du Sud David Maree Steven van Heerden Daniyal Matthews Carl Bonthuys |
| Course aux points      | David Maree                                                                        | Yacine Chalel                                                           | Steven van Heerden                                                           |
| Scratch                | Joshua van Wyk                                                                     | David Maree                                                             | Yacine Chalel                                                                |
| Course à l'américaine  | Afrique du Sud Joshua van Wyk Steven van Heerden                                   | Algérie Lotfi Tchambaz El Khacib Sassane                                | Afrique du Sud Daniyal Matthews Carl Bonthuys                                |
| Omnium                 | David Maree                                                                        | Steven van Heerden                                                      | Yacine Chalel                                                                |

## Épreuves féminines
| Épreuves               | Or                                                                           | Argent                                                                   | Bronze                                          |
| ---------------------- | ---------------------------------------------------------------------------- | ------------------------------------------------------------------------ | ----------------------------------------------- |
| 500 mètres             | Charlene du Preez                                                            | Claudia Gnudi                                                            | Rita Ifeakam Oveh                               |
| Keirin                 | Charlene du Preez                                                            | Claudia Gnudi                                                            | Tawakalt Oyetayo Yekeen                         |
| Vitesse individuelle   | Charlene du Preez                                                            | Tawakalt Oyetayo Yekeen                                                  | Claudia Gnudi                                   |
| Vitesse par équipes    | Afrique du Sud Charlene du Preez Claudia Gnudi                               | Égypte Ebtissam Zayed Maryam Mohamed                                     | Nigeria Ese Lovina Ukpeseraye Rita Ifeakam Oveh |
| Poursuite individuelle | Ebtissam Zayed                                                               | Danielle van Niekerk                                                     | Awa Bamogo                                      |
| Poursuite par équipes  | Afrique du Sud Claudia Gnudi Ilze Bole Adelia Neethling Danielle van Niekerk | Maroc Hakima Barhraoui Nousk Bouchama Siham Es Sad Fatima Zahra Benzekri |                                                 |
| Course aux points      | Ebtissam Zayed                                                               | Danielle van Niekerk                                                     | Awa Bamogo                                      |
| Scratch                | Ebtissam Zayed                                                               | Awa Bamogo                                                               | Claudia Gnudi                                   |
| Course à l'américaine  | Afrique du Sud Danielle van Niekerk Ilze Bole                                | Égypte Maryam Mohamed Aya Mohamed                                        |                                                 |
| Omnium                 | Ebtissam Zayed                                                               | Danielle van Niekerk                                                     | Adelia Neethling                                |

## Tableaux des médailles
| Rang  | Nation         | Or | Argent | Bronze | Total |
| ----- | -------------- | -- | ------ | ------ | ----- |
| 1     | Afrique du Sud | 14 | 9      | 7      | 30    |
| 2     | Égypte         | 5  | 2      | 2      | 9     |
| 3     | Algérie        | 1  | 4      | 2      | 7     |
| 4     | Maroc          | 0  | 3      | 2      | 5     |
| 5     | Nigeria        | 0  | 1      | 3      | 4     |
| 6     | Burkina Faso   | 0  | 1      | 2      | 3     |
| Total | Total          | 20 | 20     | 18     | 58    |